# 2901 Bagehot
2901 Bagehot è un asteroide della fascia principale. Scoperto nel 1973, presenta un'orbita caratterizzata da un semiasse maggiore pari a 2,8628278 UA e da un'eccentricità di 0,0516405, inclinata di 3,17487° rispetto all'eclittica.